# Asaf Jâh VII
Fateh Jang `Othman `Alî Khân Bahadur ou Asaf Jâh VII (né le 6 avril 1886 à Hyderâbâd et mort le 24 février 1967 dans la même ville) est le dernier souverain régnant de la dynastie des Nizâm de l'Hyderâbâd et de Berar.
Il est le second fils de Fateh Jang Mahbub `Alî Khân Bahadur Asaf Jah VI auquel il succède après son décès le 12 décembre 1911. Il règne jusqu'à l'invasion du territoire par l'armée de la nouvelle république indienne et l'installation d'une administration indienne le 19 septembre 1948. Le 26 janvier 1950, l'État d'Hyderâbâd est dissous et découpé en deux d'après les frontières linguistiques.
Sa fortune personnelle était colossale. D'après le blog financier Celebrity Networth, il serait le sixième homme le plus riche de tous les temps.

## Biographie
`Othman `Alî Khân est né le 6 avril 1886 à Purani Haveli dans l'État de Hyderabad. La mort de son frère aîné en 1887 fait de lui l'héritier présomptif du trône.
Comme son père, `Othman `Alî Khân reçoit une éducation soignée. De grands professeurs lui enseignent l'anglais, l'ourdou et le persan. Néanmoins il est critiqué pour son ignorances des langues locales et pour sa préférence pour l'ourdou, la langue de l'élite associée avec l'islam. Il reçoit aussi un enseignement islamique de Shaykh al-Islam Muhammad Anwar-ullah Faruqi fondateur de la Jâmiy`a Nizâmiya (université de Nizâm) à Hyderâbâd. Il a la réputation d'être l'homme le plus riche du monde à son époque et sa fortune a été évaluée à 2 milliards de dollars US. Malgré cela il menait une vie plutôt simple et frugale.
De nombreuses anecdotes apocryphes le décrivent comme une personne pingre, et paradoxalement il se servait du « diamant Jacob » acquis par son père comme d'un presse papiers.
Il a fait construire la maison d'Hyderâbâd à Delhi qu'il utilisait lors de ses visites dans la capitale. C'est actuellement la résidence des hôtes étrangers en visite diplomatique.
`Othman `Alî Khân est un intellectuel, il écrit des poèmes en ourdou et en persan.
La plupart des bâtiments publics d'Hyderâbâd sont construits sous son règne. Il consacre aussi 11 % du budget à l'éducation. L'éducation primaire est obligatoire et gratuite pour les pauvres.
Othman `Alî fait aussi de généreux dons à des institutions en Inde et à l'étranger.
Le 14 avril 1906, `Othman `Alî Khân épouse Dulhan Pasha Begum (1889-1955).
Le 29 août 1911, son père Mahbûb `Alî Khân Asaf Jâh VI décède.

### Le règne
Le 29 août 1911, `Othman `Alî Khân est proclamé Asaf Jâh VII. La cérémonie d'intronisation n'a lieu que le 12 septembre,.
En 1913, la direction de l'Agriculture est instituée.
En 1914, un ministère de l'archéologie est établi.
La construction de la Haute-Cour commence le 15 septembre 1915 et se termine le 31 mars 1919.
En 1917, l'université « `Othmaniya » est créée. Le 6 septembre, un bureau des traductions est institué avec Abdul Haq à sa tête. Le premier examen d'entrée à l'université `Othmaniya a lieu en fin d'année.
Hyderâbâd a été le seul État des Indes britanniques où le souverain a imprimé des billets de banque. En 1918 on crée un billet de 100 roupies.
Le 7 novembre 1919, `Othman `Alî Khân Asaf Jâh présente la nouvelle constitution du gouvernement qui comprend un conseil de l'exécutif.
En 1920, la construction du lac artificiel «`Othman Sagar » est terminée. Celle du lac « Himayat Sagar » sera terminée en 1927.
En 1921, les pouvoirs judiciaires et exécutifs sont séparés.
Le 25 janvier 1922, le Prince de Galles visite Hyderâbâd accompagné de Lord Mountbatten.
En 1923, Asaf Jâh célèbre le 200e anniversaire de la dynastie des Nizâm de l'Hyderâbâd. Le « Jagirdas College » est construit cette année-là, est transformé ultérieurement en Hyderâbâd Public School.
En 1924, les travaux du lac de retenue de Nizâm Sagar commencent. Ils sont terminés en 1931.
En 1928, le ministère des ressources en eau du district est créé.
En 1929, un fonds d'un million de roupies est créé pour soutenir les industries locales.
Le 12 novembre 1931, les deux fils aînés d'`Othman `Alî Khân Asaf Jâh se marient à Nice (France). L'aîné, Azam Jâh épouse une fille du dernier sultan et calife ottoman Abdülmecit II déchu. Le deuxième épouse l'une de ses nièces. Certains pensent qu'il espérait obtenir le titre de calife pour ses descendants.
En 1931, la construction de l'université `Othmanyia débute.
le 14 juin 1934, le gouvernement britannique fait restaurer la partie de la ville d'Hyderâbâd alors connue sous le nom de « Bazar de la Résidence » et maintenant sous le nom de « Bazar du Sultan ». En juillet, `Othman `Alî Khân Asaf Jâh pose la première pierre des nouveaux bâtiments de l'université `Othmanyia à Adikmet, un quartier est de la ville.
En 1935, la construction du marché « Moazzam Jahi » est terminée. Un ministère des télécommunications est créé. `Othman `Alî Khân verse un million de roupies à l'université musulmane d'`Alîgarh.
En 1936 L'aéro-club de l'État d'Hyderâbâd est créé à Begumpet. L'héritier présomptif Azam Jâh reçoit le titre de prince de Berar.
Le 13 février 1937, `Othman `Alî Khân Asaf Jâh célèbre le cinquantième anniversaire de son règne.
En 1941, `Othman `Alî Khân institue sa propre banque appelée Hyderabad State Bank (actuellement State Bank of Hyderabad) comme banque centrale de l'État de l'Hyderâbâd. Il crée une nouvelle monnaie « l'` Othmanyia sikka ». L'Hyderâbâd est le seul État à posséder sa propre monnaie pendant la domination britannique.
Le 6 décembre 1945, `Othman `Alî Khân Asaf Jâh fait imprimer un timbre commémoratif pour célébrer la victoire des alliés. Azam Jâh a le plus haut rang princier en Inde, il est l'un des cinq princes qui sont salués par une salve de 21 coups de canons. Après la guerre et pour le remercier de sa contribution financière à l'effort de guerre, on lui attribue les titres dithyrambiques de « His Exalted Highness » (Sa Grandeur rehaussée) et de « Faithful Ally of the British Crown » (Fidèle allié de la Couronne britannique).
Le 4 août 1947, Charles Gordon Herbert, dernier résident britannique, quitte Hyderâbâd.

### L'indépendance
Le 24 mars 1947, Lord Mountbatten devient vice-roi des Indes. Il est envoyé en Inde pour négocier l'indépendance avec Gandhi, Nehru et Jinnah. Ces négociations aboutissent à la partition de l'Inde et du Pakistan, tandis que les affrontements deviennent endémiques au Panjâb. En échange de la création d'un État musulman séparé, Mountbatten doit accepter la revendication du Congrès de diviser le Panjâb et le Bengale. Les pouvoirs sont transférés au Parti du Congrès et à la Ligue musulmane. Les autres partis hindous sont ignorés.
Le 29 mai 1947, l'Assemblée constituante indienne supprime l'intouchabilité. Le 14 août à minuit entre en vigueur « l'India Independance Act » prévoyant la partition de l'Inde. L'Inde et le Pakistan sont déclarés dominions indépendants dans le Commonwealth. Quelques jours plus tard, des massacres commencent au Panjab entre musulmans et hindous provoquant des exodes massifs. La question des 554 États princiers est facilement résolue à trois exceptions près : le Junâgadh, l'Hyderâbâd et le Cachemire.
- Le Junâgadh, dans le Gujarat, est un petit État qui est intégré à l'Inde le 10 février 1948.
- Le maharadjah du Cachemire signe un accord de statu quo en août. Il opte pour l'Inde le 26 octobre. L'intervention, le 2 novembre, des troupes indiennes dégénère en guerre contre le Pakistan. La guerre dure jusqu'en 1949.
- Le Gilgit est rattaché de facto au Pakistan.
- L'Hyderâbâd signe avec le gouvernement indien un accord de statu quo le 29 novembre 1947[7]. `Othman `Alî Khân envisage une indépendance totale et engage des négociations dans ce but avec le gouvernement indien. Il s'agit aussi de définir les relations entre l'Hyderâbâd et le Pakistan. `Othman `Alî Khân accepte le soutien des activistes musulmans, les Razakars, dont le chef de file est Qasim Razvi. Dans le même temps, de nombreux musulmans quittent l'Hyderâbâd vers le Pakistan pour fuir les violences des Hindous[5].

### Abdication

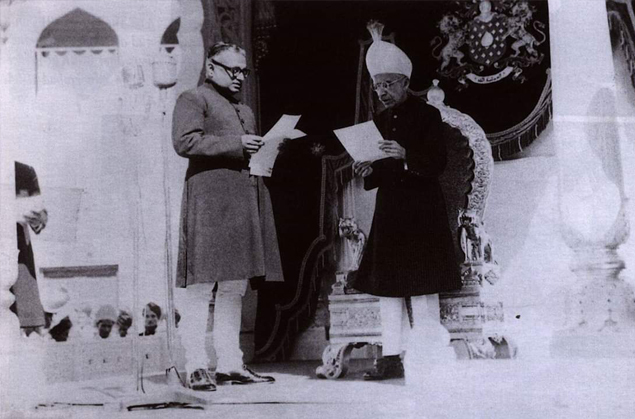
Osman Ali Khan prêtant serment en tant que rajpramukh

Le territoire de l'Hyderâbâd est enclavé dans l'Union indienne et la majorité de ses sujets sont Hindous. Le 13 septembre 1948, le gouvernement de Delhi se saisit du prétexte de la situation des Hindous pour envahir l'Hyderâbâd dans une « opération de police ». La violence de la répression qui suit fait plusieurs dizaines de milliers de morts.
`Othman `Alî Khân Asaf abdique le 17 septembre suivant et son État est annexé à l'Union indienne.
Le 26 janvier 1950, après la proclamation de la République indienne, l'ancien Nizam est nommé rajpramukh de l'État indien d'Hyderâbâd et conserve cette fonction jusqu'en octobre 1956, date à laquelle l'État est dissous.

### Mort
Othman `Alî Khân décède le 24 février 1967 au palais du roi Kothi. Il est enterré à Jodi Masjid, qu'il avait fabriqué en 1936 à la mémoire de son fils Jawad, mort en bas âge.
Sa crémation fut la plus importante de l'histoire indienne, sa popularité restant importante selon un témoignage.

« On estime que 10 millions de personnes ont participé à la procession du Nizam. Les funérailles de Nizam ont  constitué la plus grande réunion non religieuse et non politique de l'histoire de l'Inde. »

Des milliers de femmes ont cassé leurs bracelets dans la douleur de la mort de leur roi.